# Le Le
Le Le – holenderski zespół muzyczny założony w roku 2007.

## Dyskografia

### Albumy
- 2007 – La Bouche
- 2008 - Flage
- 2009 - Marble

### Single
- 2008 - Skinny Jeans
- 2008 - Breakfast
- 2009 - Luxe Benen